# Discografia de Vanessa Hudgens
A discografia de Vanessa Hudgens consiste em dois álbuns de estúdio solo, cinco singles oficiais e sete vídeos musicais. Hudgens também gravou diversos outros lançamentos como Gabriella Montez, sua personagem em High School Musical, nas trilhas sonoras dos filmes. As músicas que ela gravou entraram em várias tabelas musicais internacionais e a maioria delas foi com os colegas de elenco de High School Musical. A canção de maior sucesso de Hudgens é o dueto "Breaking Free", de High School Musical, que atingiu a 4ª posição na Billboard Hot 100.
Em 2006, Hudgens assinou com a gravadora Hollywood Records. Seu primeiro álbum de estúdio solo, V, foi lançado em 26 de setembro de 2006 nos Estados Unidos. O álbum atingiu a 24ª posição na Billboard 200, vendendo 34 mil cópias na primeira semana. Em 27 de fevereiro de 2007, o álbum foi certificado ouro nos Estados Unidos pelas remessas de 500 mil cópias no país e também foi certificado platina na Argentina pelas remessas de 8 mil cópias. O segundo álbum de estúdio solo de Hudgens, Identified, foi lançado no dia 1º de julho de 2008 nos Estados Unidos, atingindo a 23ª posição na Billboard 200, com 22 mil cópias vendidas na primeira semana. Hudgens já vendeu mais de 719 mil exemplares nos EUA e quase mais de 1.1 milhão a nível mundial.
No Reino Unido, as faixas da carreira solo de Hudgens venderam quase 70 mil cópias, e como parte do elenco de High School Musical mais de 590 mil cópias, até outubro de 2013.

## Álbuns de estúdio solo
| 2006                                                                          | V - Gravadora: Hollywood          | 24 | —  | —  | 91 | 59 | 27 | 42 | 35 | —  | 86 | - ARG: + 8 mil - BRA: + 10 mil - EUA: + 570 mil | - ARG: Platina - EUA: Ouro |
| 2008                                                                          | Identified - Gravadora: Hollywood | 23 | 60 | 35 | 37 | —  | 37 | —  | —  | 74 | 46 |                                                 |                            |
| "—" denota título que não entrou na tabela ou não foi lançado naquela região. |                                   |    |    |    |    |    |    |    |    |    |    |                                                 |                            |

## Singles

### Como artista principal
| 2006                                                                          | "Come Back to Me" | 55 | 58 | 36 | —  | 17 | 12 | 8  | 6 | 100 | - EUA: Ouro | V          |
| 2007                                                                          | "Say OK"          | 61 | —  | —  | —  | —  | —  | 39 | — | 124 | - EUA: Ouro | V          |
| 2008                                                                          | "Sneakernight"    | 88 | 98 | 94 | 95 | —  | —  | —  | — | 164 | - EUA: Ouro | Identified |
| "—" denota título que não entrou na tabela ou não foi lançado naquela região. |                   |    |    |    |    |    |    |    |   |     |             |            |

### Como artista convidada
| 2017                                                                          | "Reminding Me" (Shawn Hook com participação de Vanessa Hudgens) | 30 | - CAN: 2× Platina | My Side of Your Story  |
| 2018                                                                          | "Lay with Me" (Phantoms com participação de Vanessa Hudgens)    | —  |                   | Não adicionada a álbum |
| "—" denota título que não entrou na tabela ou não foi lançado naquela região. |                                                                 |    |                   |                        |

### Singlespromocionais
| Ano  | Canção            | Álbum                  |
| ---- | ----------------- | ---------------------- |
| 2007 | "Let's Dance"     | V                      |
| 2013 | "$$$ex" (com YLA) | Não adicionada a álbum |

## Outras canções que entraram nas tabelas
| Ano                                                                           | Canção                                                                                      | Melhores posições | Melhores posições | Melhores posições | Álbum               |
| Ano                                                                           | Canção                                                                                      | IRL               | JAP               | UK                | Álbum               |
| ----------------------------------------------------------------------------- | ------------------------------------------------------------------------------------------- | ----------------- | ----------------- | ----------------- | ------------------- |
| 2008                                                                          | "Identified"                                                                                | —                 | 98                | —                 | Identified          |
| 2021                                                                          | "30/90" (com Andrew Garfield, Joshua Henry, Robin de Jesús, Alexandra Shipp e Mj Rodriguez) | 55                | —                 | 60                | Tick, Tick... Boom! |
| "—" denota título que não entrou na tabela ou não foi lançado naquela região. |                                                                                             |                   |                   |                   |                     |

## EmHigh School Musical
As músicas listadas abaixo são as que Vanessa Hudgens foi creditada nas trilhas sonoras de High School Musical e suas respectivas posições nas tabelas.
| Ano                                                                           | Canção                                                                                            | Melhores posições | Melhores posições | Melhores posições | Melhores posições | Melhores posições | Melhores posições | Melhores posições | Melhores posições | Melhores posições | Certificações                                    | Álbum                              |
| Ano                                                                           | Canção                                                                                            | EUA               | ALE               | AUS               | CAN               | IRL               | ITA               | NZ                | SUI               | UK                | Certificações                                    | Álbum                              |
| ----------------------------------------------------------------------------- | ------------------------------------------------------------------------------------------------- | ----------------- | ----------------- | ----------------- | ----------------- | ----------------- | ----------------- | ----------------- | ----------------- | ----------------- | ------------------------------------------------ | ---------------------------------- |
| 2006                                                                          | "Start of Something New" (com Zac Efron e Drew Seeley)1                                           | 28                | —                 | —                 | —                 | —                 | 33                | —                 | —                 | 90                | - EUA: Ouro - UK: Prata                          | High School Musical                |
| 2006                                                                          | "What I've Been Looking For (Reprise)" (com Drew Seeley)                                          | 67                | —                 | —                 | —                 | —                 | —                 | —                 | —                 | —                 |                                                  | High School Musical                |
| 2006                                                                          | "When There Was Me and You"                                                                       | 72                | —                 | —                 | —                 | —                 | —                 | —                 | —                 | 184               |                                                  | High School Musical                |
| 2006                                                                          | "Breaking Free" (com Zac Efron e Drew Seeley)1                                                    | 4                 | 46                | 13                | —                 | 17                | 17                | 4                 | —                 | 9                 | - ALE: Ouro - EUA: Platina - NZ: Ouro - UK: Ouro | High School Musical                |
| 2006                                                                          | "We're All in This Together" (como elenco de High School Musical)                                 | 34                | —                 | 86                | —                 | 31                | 47                | 14                | —                 | 40                | - EUA: Ouro - NZ: Ouro - UK: Prata               | High School Musical                |
| 2006                                                                          | "I Can't Take My Eyes Off of You" (com Drew Seeley, Ashley Tisdale e Lucas Grabeel)               | —                 | —                 | —                 | —                 | —                 | —                 | —                 | —                 | —                 |                                                  | High School Musical                |
| 2007                                                                          | "What Time Is It?" (como elenco de High School Musical 2)                                         | 6                 | —                 | 20                | 66                | 10                | 45                | —                 | —                 | 20                | - EUA: Ouro                                      | High School Musical 2              |
| 2007                                                                          | "Work This Out" (como elenco de High School Musical 2)                                            | —2                | —                 | —                 | —                 | —                 | —                 | —                 | —                 | 78                |                                                  | High School Musical 2              |
| 2007                                                                          | "You Are the Music in Me" (com Zac Efron)                                                         | 31                | 75                | 86                | 54                | 12                | —                 | —                 | 75                | 26                | - EUA: Ouro - UK: Prata                          | High School Musical 2              |
| 2007                                                                          | "Gotta Go My Own Way" (com Zac Efron)                                                             | 34                | 67                | —                 | 67                | 36                | 39                | —                 | 59                | 40                | - EUA: Platina - NZ: Ouro - UK: Prata            | High School Musical 2              |
| 2007                                                                          | "Everyday" (com Zac Efron)                                                                        | 65                | 67                | —                 | —                 | 47                | 48                | —                 | 81                | 59                | - EUA: Ouro - UK: Prata                          | High School Musical 2              |
| 2007                                                                          | "All for One" (como elenco de High School Musical 2)                                              | 92                | —                 | —                 | —                 | —                 | —                 | —                 | —                 | 87                |                                                  | High School Musical 2              |
| 2008                                                                          | "Now or Never" (como elenco de High School Musical 3: Senior Year)                                | 68                | —                 | 62                | 72                | 42                | 29                | —                 | 64                | 41                | - EUA: Ouro                                      | High School Musical 3: Senior Year |
| 2008                                                                          | "Right Here, Right Now" (com Zac Efron)                                                           | —2                | 92                | —                 | —                 | —                 | —                 | —                 | —                 | 137               |                                                  | High School Musical 3: Senior Year |
| 2008                                                                          | "Can I Have This Dance" (com Zac Efron)                                                           | 98                | —                 | 84                | —                 | —                 | —                 | —                 | 80                | 81                | - EUA: Platina - NZ: Ouro - UK: Prata            | High School Musical 3: Senior Year |
| 2008                                                                          | "A Night to Remember" (como elenco de High School Musical 3: Senior Year)                         | —2                | —                 | 96                | —                 | —                 | —                 | —                 | —                 | 94                |                                                  | High School Musical 3: Senior Year |
| 2008                                                                          | "Just Wanna Be with You" (com Zac Efron, Lucas Grabeel e Olesya Rulin)                            | —                 | —                 | —                 | —                 | —                 | —                 | —                 | —                 | 153               |                                                  | High School Musical 3: Senior Year |
| 2008                                                                          | "Walk Away"                                                                                       | —                 | —                 | —                 | —                 | —                 | —                 | —                 | —                 | —                 |                                                  | High School Musical 3: Senior Year |
| 2008                                                                          | "Senior Year Spring Musical" (como elenco de High School Musical 3: Senior Year)                  | —                 | —                 | —                 | —                 | —                 | —                 | —                 | —                 | —                 |                                                  | High School Musical 3: Senior Year |
| 2008                                                                          | "We're All in This Together (Graduation mix)" (como elenco de High School Musical 3: Senior Year) | —                 | —                 | —                 | —                 | —                 | —                 | —                 | —                 | —                 |                                                  | High School Musical 3: Senior Year |
| 2008                                                                          | "High School Musical" (como elenco de High School Musical 3: Senior Year)                         | —                 | —                 | —                 | —                 | —                 | —                 | —                 | —                 | 105               |                                                  | High School Musical 3: Senior Year |
| "—" denota título que não entrou na tabela ou não foi lançado naquela região. |                                                                                                   |                   |                   |                   |                   |                   |                   |                   |                   |                   |                                                  |                                    |

- 1^ Zac Efron teve sua voz mixada com a do cantor Drew Seeley, por isso ambos foram creditados.
- 2^ "Work This Out", "Right Here, Right Now" e "A Night to Remember" não entraram na Billboard Hot 100, mas atingiram os números 10, 19 e 8, respectivamente, na tabela Bubbling Under Hot 100 da Billboard.

## Outras aparições
Hudgens gravou várias músicas e versões cover que não foram incluídas em seus álbuns de estúdio solo. A maioria delas foi incluída em álbuns de compilações da Disney e de trilhas sonoras.
| Ano  | Canção                                                                                           | Álbum                                          |
| ---- | ------------------------------------------------------------------------------------------------ | ---------------------------------------------- |
| 2007 | "Colors of the Wind"                                                                             | Disneymania 5                                  |
| 2007 | "Still There for Me" (Corbin Bleu com participação de Vanessa Hudgens)                           | Another Side                                   |
| 2009 | "Everything I Own" (com I Can't Go On, I'll Go On)                                               | Bandslam                                       |
| 2009 | "Winter Wonderland"                                                                              | A Very Special Christmas Vol.7                 |
| 2015 | "Opening" (com Howard McGillin e Gigi New Broadway Company)                                      | Gigi (New Broadway Cast Recording)             |
| 2015 | "The Parisians"                                                                                  | Gigi (New Broadway Cast Recording)             |
| 2015 | "The Night They Invented Champagne" (com Victoria Clark, Corey Cott e Gigi New Broadway Company) | Gigi (New Broadway Cast Recording)             |
| 2015 | "I Never Want to Go Home Again"                                                                  | Gigi (New Broadway Cast Recording)             |
| 2015 | "The Letter"                                                                                     | Gigi (New Broadway Cast Recording)             |
| 2015 | "In This Wide, Wide World" (com Corey Cott)                                                      | Gigi (New Broadway Cast Recording)             |
| 2016 | "Grease (Is The Word)" (com Jessie J e o elenco de Grease: Live!)                                | Grease Live! (Music from the Television Event) |
| 2016 | "Freddy My Love" (com Keke Palmer, Carly Rae Jepsen e Kether Donohue)                            | Grease Live! (Music from the Television Event) |
| 2016 | "Look At Me I'm Sandra Dee"                                                                      | Grease Live! (Music from the Television Event) |
| 2016 | "There Are Worse Things I Could Do"                                                              | Grease Live! (Music from the Television Event) |
| 2016 | "We Go Together" (com o elenco de Grease: Live!)                                                 | Grease Live! (Music from the Television Event) |
| 2021 | "30/90" (com Andrew Garfield, Joshua Henry, Robin de Jesús, Alexandra Shipp e Mj Rodriguez)      | Tick, Tick... Boom!                            |
| 2021 | "Boho Days" (com Andrew Garfield, Robin de Jesús, Alexandra Shipp e Joshua Henry)                | Tick, Tick... Boom!                            |
| 2021 | "Johnny Can't Decide" (com Andrew Garfield e Joshua Henry)                                       | Tick, Tick... Boom!                            |
| 2021 | "Therapy" (com Andrew Garfield)                                                                  | Tick, Tick... Boom!                            |
| 2021 | "Swimming" (com Andrew Garfield e Joshua Henry)                                                  | Tick, Tick... Boom!                            |
| 2021 | "Come to Your Senses" (com Alexandra Shipp)                                                      | Tick, Tick... Boom!                            |
| 2021 | "Louder Than Words" (com Andrew Garfield e Joshua Henry)                                         | Tick, Tick... Boom!                            |

## Vídeos musicais
| Ano  | Canção                                                          | Álbum                  | Diretor          |
| ---- | --------------------------------------------------------------- | ---------------------- | ---------------- |
| 2006 | "Come Back to Me"                                               | V                      | Chris Applebaum  |
| 2007 | "Say OK" (primeira versão)                                      | V                      | Chris Applebaum  |
| 2007 | "Say OK" (segunda versão)                                       | V                      | Darren Grant     |
| 2008 | "Sneakernight"                                                  | Identified             | R. Malcolm Jones |
| 2013 | "$$$ex" (com YLA)                                               | Não adicionada a álbum | YLA              |
| 2017 | "Reminding Me" (Shawn Hook com participação de Vanessa Hudgens) | My Side of Your Story  | Aya Tanimura     |
| 2018 | "Lay with Me" (Phantoms com participação de Vanessa Hudgens)    | Não adicionada a álbum | The DADS         |